# سیارک ۱۴۵۰
سیارک ۱۴۵۰ (به انگلیسی: 1450 Raimonda، نامگذاری:1938DP) هزار و چهارصد و پنجاهمین سیارک کشف شده‌است که در ۲۰ فوریه ۱۹۳۸ کشف شد.
قدر مطلق سیارک برابر ۱۱٫۹۰ است.